# القائمة (بني العوام)

تعديل مصدري - تعديل

القائمة هي إحدى قرى عزلة بني الذواد بمديرية بني العوام التابعة لمحافظة حجة، بلغ تعداد سكانها 574 نسمة حسب تعداد اليمن لعام 2004.